# Ernst Jäger (Journalist)
Ernst Jäger, in den USA: Ernst Jaeger (* 11. Januar 1896 in Dessau; † 31. Mai 1975 in Ventura, Vereinigte Staaten) war ein deutsch-amerikanischer Journalist, Spezialgebiet Filmkritik.

## Leben und Wirken
Jäger verfasste in der Weimarer Republik eine Fülle von Filmkritiken für den Film-Kurier, oftmals unter dem sich aus seinen Initialen zusammensetzenden Kürzel „Ejott“. Darüber hinaus verfasste er auch Hintergrundberichte und Filmanalysen, zum Beispiel zum Schaffen der Regisseure Sergej Eisenstein und Piel Jutzi, die Jäger als Kenner des sozialistischen, revolutionären und proletarischen Films auswiesen. Gleich nach der nationalsozialistischen Machtergreifung übersiedelte der gebürtige Dessauer, obwohl vom Regime nicht explizit verfolgt, in die Vereinigten Staaten.
Von dort ging Ernst Jäger 1935 vorübergehend nach England, es sind aber auch mehrere Rückkehren ins Deutschland Adolf Hitlers belegt. Schließlich kehrte Jäger jedoch auf der Europa am 29. Oktober 1938 gemeinsam mit Leni Riefenstahl in die USA zurück und übernahm für sie im November 1938 die Pressearbeit für ihren Olympia-Film. Nach den Novemberpogromen 1938 daheim im Reich entschloss sich Jäger dazu, endgültig in den USA zu bleiben. Seine Beiträge für das Hollywood-Kino sind minimal: 1944 schlug er einem Filmstudio vor, einen groß angelegten Film über das Konzentrationslager Majdanek zu produzieren, der die Nazi-Gräuel in Polen exemplarisch verdeutlichen sollte. 1945/46 lieferte Jäger die Storyvorlage zu einem B-Film-Thriller aus der Hand des deutschen Emigranten Frank Wisbar, The Devil Bat‘s Daughter.
Weitere berufliche Tätigkeiten des US-amerikanischen Neubürgers (1949) in seiner Wahlheimat waren journalistische Beiträge für die Hollywood Tribune und die Übernahme der Leitung eines Kinos in Hollywood, dem Esquire Cinema (1945). 1949 wurde Jäger mit der Aufnahmeleitung der Fernsehreihe Fireside Theatre betraut. 1956 kehrte Ernst Jäger vorübergehend nach Deutschland (Bundesrepublik) zurück. Dort wurde er im Jahr darauf als einer von mehreren Aufnahmeleitern für den Wisbar-Kriegsfilm Haie und kleine Fische verpflichtet. Wenig später kehrte Jäger, der sich in den USA „Jaeger“ schrieb, in seine kalifornische Wahlheimat zurück.